# Atlantfläta
Atlantfläta (Hypnum resupinatum) är en bladmossart som beskrevs av Taylor in Spruce 1849. Atlantfläta ingår i släktet flätmossor, och familjen Hypnaceae. Arten är reproducerande i Sverige. Inga underarter finns listade i Catalogue of Life.